# Ailill mac Fáeláin
Ailill mac Fáeláin fue rey de Osraige en el sureste deIrlanda . Ailill pertenecía a los Dál Birn. El reino de Osraige se situaban en el moderno condado de Kilkenny, Irlanda .
Ailill fue Reges Ossairge". Se desconoce su año de ascenso, pero fue posterior a los reinados de Cú Cherca mac Fáeláin, muerto en 712, y de Fland mac Congaile Se desconoce igualmente el final de su reinado, aunque hacia 728 Cellach mac Fáelchair había sido registrado rey. 
Ailill es mencionado en las listas de reyes del Libro de Leinster y en los sincronismos de Thurneysen, Boyle, así como en los Anales de Clonmacnoise. Está registrado como " Oillill " en los Anales de Clonmacnoise.
Ailill no aparece en las genealogías de MS Rawlinson B 502, pero se presume que era hijo de Fáelán mac Crundmaíl (fallecido en 660), y hermano de Cú Cherca mac Fáeláin (fallecido en 712), ambos reyes de Osraige.

## Linaje
Los Dál Birn (irlandés antiguo: "asamblea" o "porción" de "Birn") es un epíteto tribal que las fuentes irlandesas utilizan para referirse a los descendientes de Loegaire Birn Buadach, la familia reinante de Osraige.
Durante un doscientos años desde finales del siglo V, los Dál Birn fueron temporalmente desplazados del trono de Osraige por los Corcu Loígde. Se registra que varios reyes de Corcu Loígde fueron asesinados por los nativos de Osraige hasta el restablecimiento de Dál Birn.
Los Dál Birn mantuvieron el control de partes de Osraige, incluso después de la llegada de los normandos, con la continuación del señorío de Mac Giolla Phádraig en Upper Ossory. Este linaje principal de Dál Birn siguió siendo el más visible y el que mantuvo la posesión de parte del Osraige original hasta la muerte de Bernard FitzPatrick, segundo barón de Castletown en 1937.